# 扎沃迪夫卡 (卡霍夫卡區)
47°2′47″N 33°48′9″E / 47.04639°N 33.80250°E
扎沃迪夫卡（烏克蘭語：Заводівка）是位於烏克蘭南部的村莊，由赫爾松州卡霍夫卡區的霍爾諾斯塔伊夫卡市鎮負責管轄。該村始建於1792年，面積48平方公里，海拔高度50米，2001年人口1,124，人口密度每平方公里23.4人。